# Cariniana kuhlmannii
Espèce
Classification phylogénétique
Statut de conservation UICN

CRB1+2c : 
En danger critique
Cariniana kuhlmannii est une espèce de plantes à fleurs de la famille des Lecythidaceae originaire du Brésil.

## Description
C'est un arbre.

## Répartition
Endémique aux savanes de l'État de Rondônia vers Urupá.

## Conservation
Cette espèce est menacée par la destruction de l'habitat.